# Pazderna (přírodní památka, okres Praha-západ)
Přírodní památka Pazderna byla vyhlášena v roce 2002 a nachází se u obce Tuchoměřice. Důvodem ochrany je lokalita s velkým vědeckým potenciálem v oblasti geologie a paleontologie, ochrana silicitového kamýku.